# Pocho Prieto
Arturo Jorge Prieto Rodríguez (Pueblo Libre, Lima; 27 de noviembre de 1956), más conocido como Pocho Prieto, es un cantante, músico y compositor peruano, vocalista principal de la banda de rock-pop Río.

## Biografía

### Primeros años
Arturo Jorge Prieto Rodríguez nació el 27 de noviembre de 1956 en Pueblo Libre, distrito de la provincia de Lima. Vivió sus primeros años en su ciudad natal. Realizó sus estudios primarios en el Colegio María de Fátima y secundarios en el Colegio Salesiano y Colegio Nazareno. Tras acabar la secundaria, Prieto estudió la facultad de contabilidad en la Universidad Nacional Federico Villarreal, en la cual optó con abandonarla para cambiar de carrera a la de arquitectura.

### Río

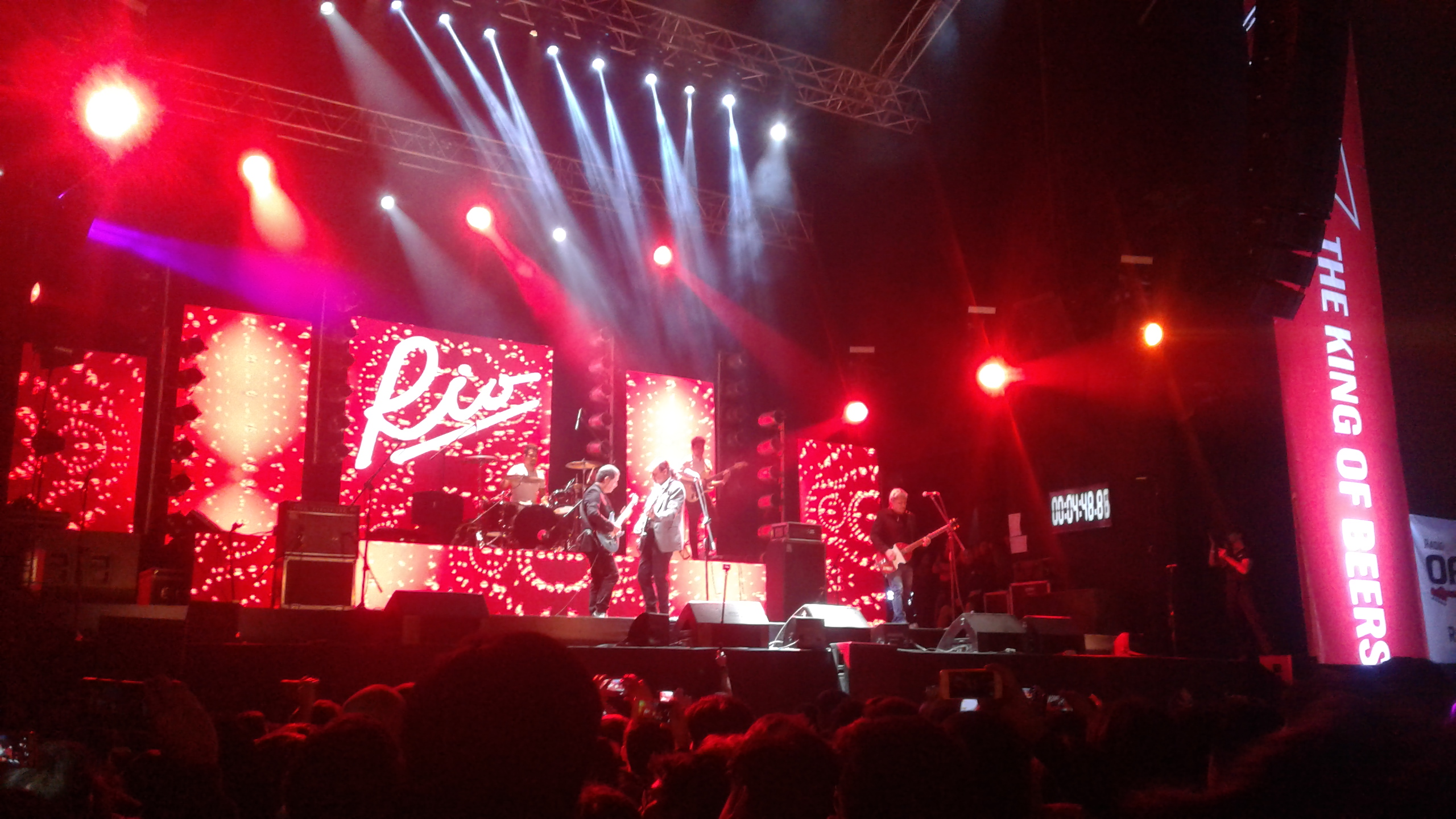
Prieto como vocalista principal de la banda Río en un concierto en el año 2018.

Mientras estaba cursando los últimos ciclos, Prieto emprende una carrera musical a la edad de 27 años formando la banda de rock-pop peruano Río en el año 1984, con los hermanos José «Chachi» y Lucío «Cucho» Galarza, quienes inicialmente eran sus compañeros de clase. Tras la formación de la banda, Prieto lograría alcanzar al estrellato, convirtiéndose así en el vocalista principal y pieza clave del dicho conjunto.[cita requerida] Como parte del estreno, Prieto y los hermanos Galarza lanzaron el álbum debut como grupo bajo el nombre Son colegialas sin éxito, además de recibir la colaboración del fallecido cantante Gerardo Manuel, quien en ese entonces trabaja como conductor de su propio programa radial La hora pirata y aquel que impulsó la carrera de Prieto y sus amigos. Seguidamente, volvió a colaborar con los hermanos Galarza para los nuevos materiales Televidente en 1985, contando con el tema homónimo, Lo peor de todo el año 1988 y Revolución en 1991.[cita requerida]
Uno de sus temas, «Contéstame» fue parte de la banda sonora de la telenovela peruana Señores papis en el año 2019.[cita requerida] En ese año, se lanzó el disco 33 como parte de la celebración de aniversario de fundación.
En agosto de 2023, Prieto sufrió un accidente cuando una mampara de vidrio cayó hacia abajo que impactó su cabeza en una de sus presentaciones con la banda. El hecho fue grabado en vivo. En ese mismo año, participó junto a Pelo d'Ambrosio en el Festival Rock and Folk.
Durante su etapa como integrante de Río, popularizó con los temas musicales siendo «Lo peor de todo», «La universidad», «Todo estaba bien», «Al norte de América», «Contéstame» y «Tú eres mi princesa» algunos de sus éxitos.[cita requerida]

### Participaciones menores
Mientras se estaba atravesando la pandemia de COVID-19 y tras 37 años de carrera artística, Prieto lanzó su primer disco como solista bajo el nombre de Viajero del tiempo de la mano de la disquera MCA Studios en el año 2021, sin dejar de lado a la banda Río. Como parte del debut, interpreta el tema musical «Volaremos», la cual se convertiría en el primer sencillo y éxito del disco.
En la actualidad, Prieto se desempeña como presidente de la Sociedad Nacional de Intérpretes y Ejecutantes de la Música (SONIEM) desde el año 2012 tras la disolución de la extinta entidad ANAIE por la división en dos grupos: SONIEM (cantantes y músicos) e Info Artis (actores y directores de teatro) y los conflictos internos entre artistas del medio local que se reunieron mediante a juicio, de los cuales Prieto estaba involucrado en el problema.

## Discografía

### Álbumes con Río
- 1986: Lo peor de todo
- 1988: Dónde vamos a parar
- 1989: Revolución
- 1991: Strip Tease
- 1993: Rock and qué
- 1995: Relax
- 1997: Día de pesca
- 1998: En concierto
- 1999: La cría
- 2003: Boomerang
- 2018: 33

#### Canciones
- «Son colegialas»
- «Televidente»
- «Contéstame»[4]
- «La universidad»
- «Lo peor de todo»
- «Todo estaba bien»
- «Al norte de América»
- «Tú eres mi princesa»
- «Tributo de los independientes»
- «Amores que acaban»
- «Carol quiere un viaje a Londres»
- «Lo empiezo a odiar»

### Álbumes en solitario
- 2021: Viajero del tiempo

#### Canciones
- «Volaremos»
- «Viajero del tiempo»